# シナスタジア (Rain Dropsのアルバム)
『シナスタジア』は、日本の音楽ユニット、Rain Dropsの1stミニアルバム。2020年5月13日にVirgin Music（ユニバーサルミュージック）から発売された。

## 概要
- メジャーデビューアルバム。
- アルバムは通常盤（CDのみ）と初回生産限定盤A（CD + DVD）、初回生産限定盤B（CD2枚組）の3形態で発売。
- デジタル・ダウンロード版には「点描の唄」のカバーが収録されている。
- 発売した翌週に11冠を達成した。
  - オリコン週間合算アルバムランキング 1位
  - オリコン週間デジタルアルバムランキング 1位
  - オリコンデイリーアルバムランキング 1位
  - Billboard JAPAN総合アルバムランキング「Hot Albums」 1位
  - Billboard JAPAN総合ダウンロードアルバムランキング 1位
  - iTunes週間アルバムランキング 1位
  - iTunes総合アルバムランキング 1位
  - Amazonミュージック（売れ筋ランキング） 1位
  - Amazonミュージック（新着ランキング） 1位
  - Google Play Musicアルバムランキング 1位
  - アニメイト週間アニメランキング 1位

## 楽曲紹介

### デジタル・ダウンロード版
1. VOLTAGE
  - 作詞：藤林聖子　作曲：WEST GROUND　編曲：ZAI-ON
2. 蜜ノ味
  - 作詞・作曲・編曲：syudou
3. ジュブナイルダイバー
  - 作詞・作曲・編曲：あめのむらくもP
4. シグナル
  - 作詞：和田アヤナ　作曲・編曲：津波幸平
5. Under The Moon
  - 作詞・作曲・編曲：長谷川大介
6. セルフィーDimension
  - 作詞・作曲：渡辺翔　編曲：eba
7. 点描の唄 (cover)
  - 作詞・作曲：大森元貴

Mrs.GREEN APPLEの楽曲「点描の唄 (feat.井上苑子)」のカバー。

### 初回生産限定盤B Disc 2
1. プロトディスコ (緑仙)
ぬゆりの同名楽曲のカバー。
2. 厨病激発ボーイ (鈴木勝 & える)
れるりりの同名楽曲のカバー。
3. オノマトペテン師 (ジョー・力一)
てにをはの同名楽曲のカバー。
4. 世界を壊している (三枝明那)
Neruの楽曲「世界を壊している(Terminating The World) feat.鏡音リン」のカバー。
5. カラフル (童田明治 & える)
ClariSの同名楽曲のカバー。

## 収録内容

### 全形態共通
| #         | タイトル                               | 作詞  | 作曲・編曲 | 時間 |
| --------- | -------------------------------------- | ----- | ---------- | ---- |
| 1.        | 「VOLTAGE」                            |       |            | 4:22 |
| 2.        | 「蜜ノ味」                             |       |            | 3:00 |
| 3.        | 「ジュブナイルダイバー」               |       |            | 3:51 |
| 4.        | 「シグナル」                           |       |            | 4:59 |
| 5.        | 「Under The Moon」                     |       |            | 4:59 |
| 6.        | 「セルフィーDimension」                |       |            | 3:18 |
| 7.        | 「VOLTAGE」(Instrumental)              |       |            | 4:22 |
| 8.        | 「蜜ノ味」(Instrumental)               |       |            | 3:00 |
| 9.        | 「ジュブナイルダイバー」(Instrumental) |       |            | 3:51 |
| 10.       | 「シグナル」(Instrumental)             |       |            | 4:59 |
| 11.       | 「Under The Moon」(Instrumental)       |       |            | 4:59 |
| 12.       | 「セルフィーDimension」(Instrumental)  |       |            | 3:18 |
| 合計時間: | 合計時間:                              | 48:58 |            |      |

### デジタル・ダウンロード
| #         | タイトル                 | 作詞  | 作曲・編曲 | 時間 |
| --------- | ------------------------ | ----- | ---------- | ---- |
| 1.        | 「VOLTAGE」              |       |            | 4:22 |
| 2.        | 「蜜ノ味」               |       |            | 3:00 |
| 3.        | 「ジュブナイルダイバー」 |       |            | 3:51 |
| 4.        | 「シグナル」             |       |            | 4:59 |
| 5.        | 「Under The Moon」       |       |            | 4:59 |
| 6.        | 「セルフィーDimension」  |       |            | 3:18 |
| 7.        | 「点描の唄」(cover)      |       |            | 5:01 |
| 合計時間: | 合計時間:                | 29:30 |            |      |

### 初回生産限定盤A
| #  | タイトル                                                | 作詞 | 作曲・編曲 |
| -- | ------------------------------------------------------- | ---- | ---------- |
| 1. | 「「ジュブナイルダイバー」 Music Video」                |      |            |
| 2. | 「「VOLTAGE」 Music Video」                             |      |            |
| 3. | 「「蜜ノ味」 Music Video」                              |      |            |
| 4. | 「「シグナル」 Music Video」                            |      |            |
| 5. | 「映像特典 : Rain Drops映像特典～サインを決めよう！～」 |      |            |
| 6. | 「後日対談編①」(三枝明那 / ジョー・力一 / 鈴木勝)       |      |            |
| 7. | 「後日対談編②」(える / 緑仙 / 童田明治)                 |      |            |

### 初回生産限定盤B
| #  | タイトル                                       | 作詞 | 作曲・編曲 |
| -- | ---------------------------------------------- | ---- | ---------- |
| 1. | 「プロトディスコ」(緑仙)                       |      |            |
| 2. | 「厨病激発ボーイ」(鈴木勝 & える)              |      |            |
| 3. | 「オノマトペテン師」(ジョー・力一)             |      |            |
| 4. | 「世界を壊している」(三枝明那)                 |      |            |
| 5. | 「カラフル」(童田明治 & える)                  |      |            |
| 6. | 「音声特典 : Rain Drops音声特典 ～座談会編～」 |      |            |

## 封入特典
- 通常盤のみ
  - 抽選で当たる「シナスタジア発売記念トークイベント」観覧応募シリアルコード
- 通常盤・初回生産限定盤A・初回生産限定盤B
  - 2020年7月10日 (金) ＠エディオンアリーナ大阪　にじさんじ Summer Fes. “Color with Sound”チケット先行封入